# Erich-Klausener-Gymnasium
Das Erich-Klausener-Gymnasium (kurz: EKG) ist ein staatliches Gymnasium in der Stadt Adenau, unweit des Nürburgrings. Benannt ist es nach Erich Klausener, der im Kreis Adenau als Landrat tätig war und Widerstand gegen das nationalsozialistische Regime in Deutschland leistete.
Zurzeit besuchen – nach einem Höchststand mit fast 800 Schülern um das Jahr 2010 – etwa 573 Schüler das EKG. Das Kollegium der Schule umfasst 50 Lehrer. Rektorin ist Christa Killmaier-Heimermann (Stand: Schuljahr 2023/24).

## Geschichte

### Gründung
Gegründet wurde das Erich-Klausener-Gymnasium im April 1914 als höhere Privatschule. Gründer war Wilhelm Kaussen aus Oberforstbach im Landkreis Aachen. 1916 hatte die frisch gegründete Schule aufgrund des Ersten Weltkrieges mit Personalschwierigkeiten zu kämpfen. Noch im selben Jahr übergab der Gründer, der in die Armee berufen wurde, das EKG dem Geistlichen Otto Dahmen, der die Schule bis 1920 leitete.
1920 und 1921 leitete Karl Ernst die Anstalt, jedoch wanderte der aus Mettmann stammende Ernst nach Südamerika aus. Mit dem aus Andernach stammenden August Lellmann, der im Frühjahr 1921 das Rektorenamt übernahm, erlebte das EKG den vierten Rektor seit der Gründung 1914.

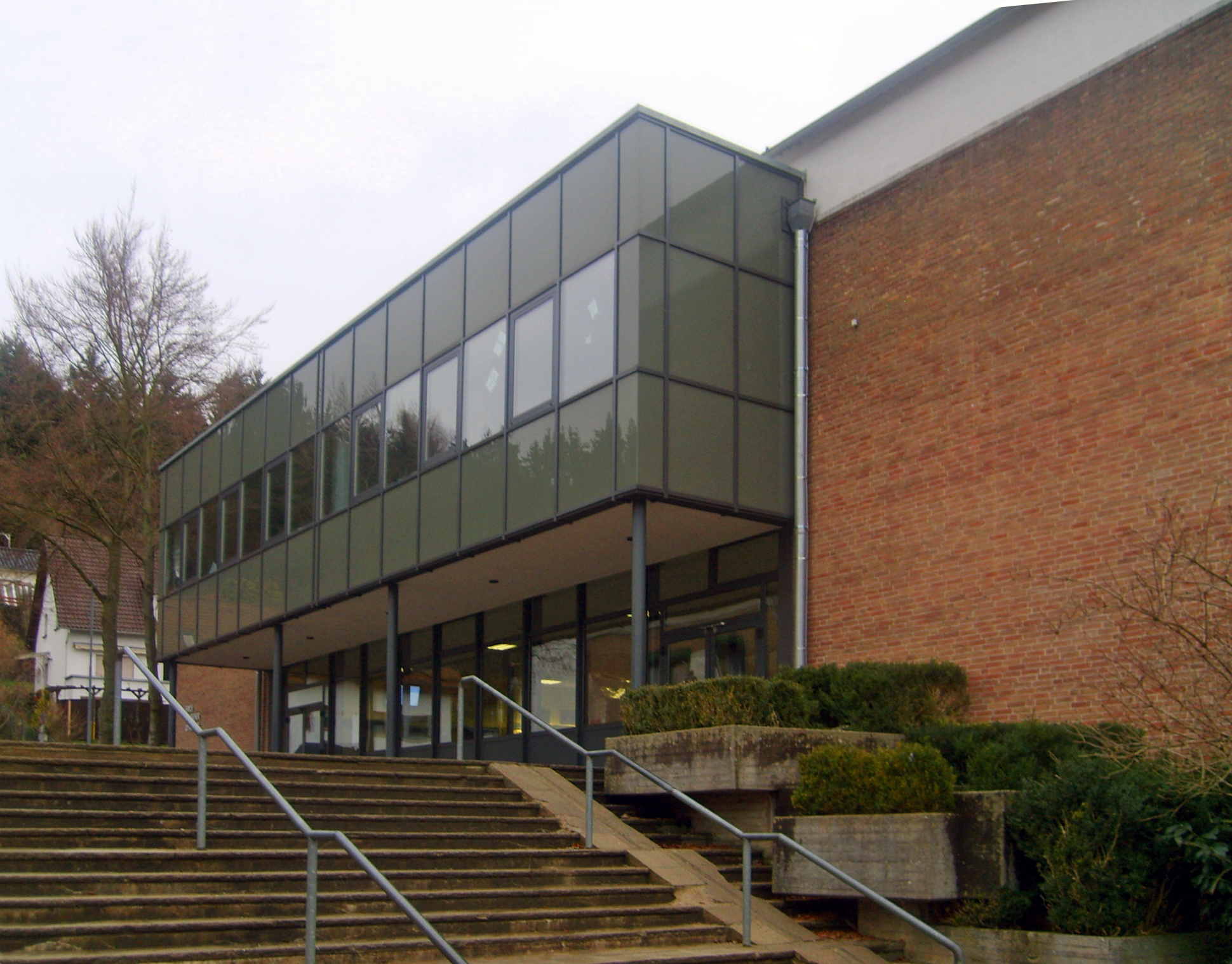

1926 wurde die Anstalt nach mühevoller Aufbauarbeit von der Gemeinde Adenau als kommunale Rektoratsschule übernommen, welche 1940 in eine kommunale höhere Schule umgewandelt wurde. Diese Schule besaß anfangs nur die Klassen Sexta bis Obertertia. Schultechnisch beraten wurde die Schule von dem Direktor des Ahrweiler Jungengymnasiums.
Nach dem Zweiten Weltkrieg schaffte man durch den Aufbau einer Untersekunda ein eigenständiges Progymnasium für Jungen und Mädchen, welches bis zur Verstaatlichung im April 1960 eine Einrichtung der Stadt Adenau war. 1956 konnte der neue Rektor auf den Neubau des Institutes hoffen, obwohl er dieses Gymnasium übernahm, als dieses finanziell in Schwierigkeiten war. Schon vor der Verstaatlichung begann durch eine Initiative des Landes und des Kreises planerische Vorarbeiten zur Erstellung des Schulneubaus.
1960 fand ein Ortstermin in Adenau statt mit den Vertretern des Ministeriums für Unterricht und Kultur, des Landrates Ahrweiler, sowie der Stadt Adenau. Im März 1961 schrieb der Landkreis Bad Neuenahr-Ahrweiler einen Ideenwettbewerb für Entwürfe des Neubaus aus, welcher im Oktober desselben Jahres den Gewinner aus 17 Einsendungen auswählte. Für den Bau wurde das Architekturbüro Mirbach aus Düren ausgewählt. Im Januar 1964 begann man mit den Erdarbeiten für den Neubau des Gymnasiums, am 20. April mit den Beton- und Mauerarbeiten.
Noch im selben Jahr wurde der Wunsch vom Landkreis Ahrweiler geäußert, dass das Progymnasium nach dem Neubau den Namen des ehemaligen Landrates des damaligen Kreises Adenau Erich Klausener erhalten solle. Klausener war von 1917 bis 1919 Landrat in Adenau und der Bevölkerung noch immer in Erinnerung geblieben. Zudem sollte damit Klausener in besonderer Weise gedacht werden. 1934 war der damalige Leiter der Katholischen Aktion in Berlin im Zuge der sog. „Röhm-Affäre“ erschossen worden und gilt als erster christlicher Märtyrer der Nazizeit.
Am 16. November 1964 konnte nach 160 Arbeitstagen das Richtfest am Schulneubau gefeiert werden. Am 11. Juli 1966 wurde das Erich-Klausener-Gymnasium offiziell eingeweiht.

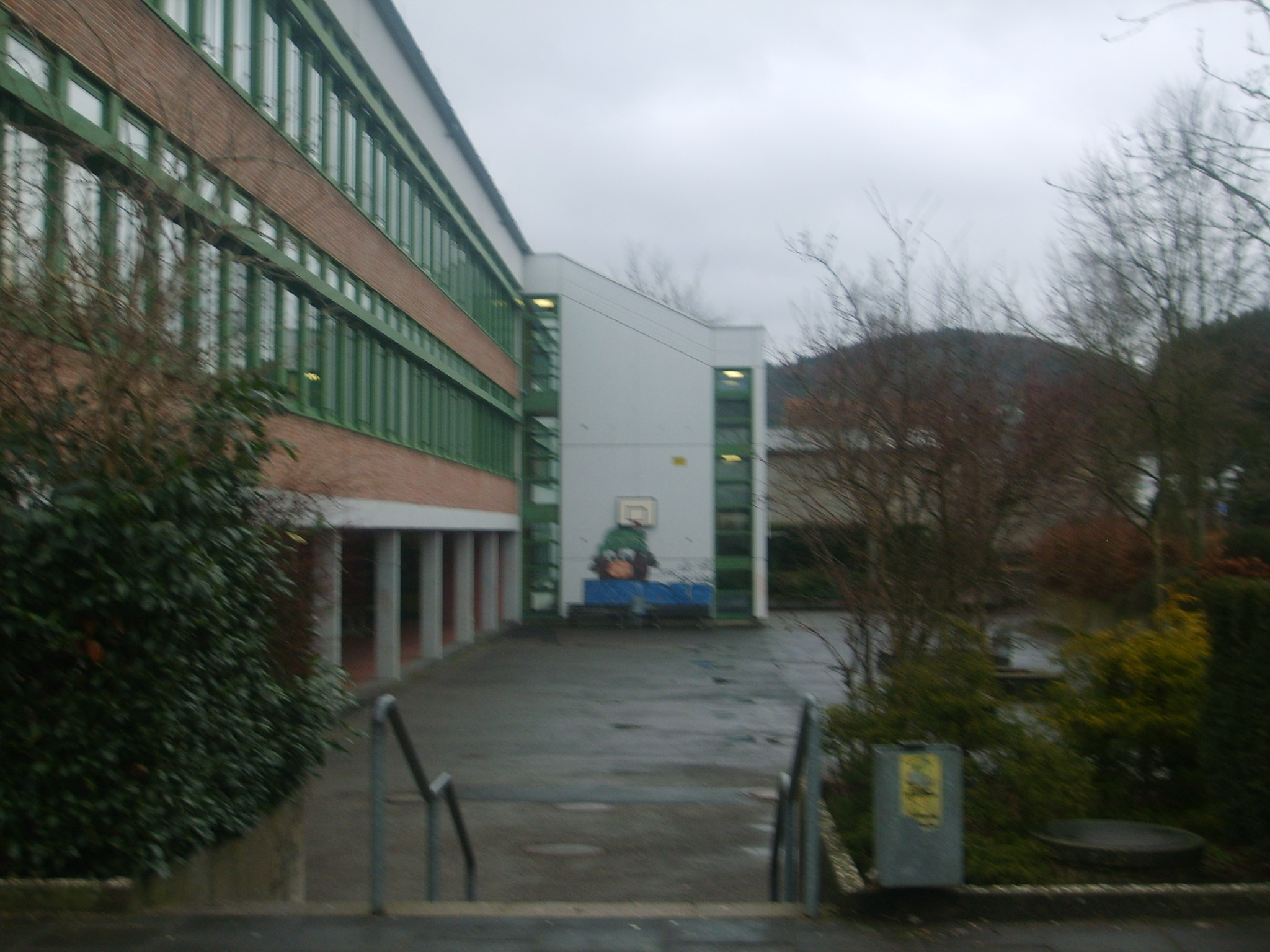
Ein Blick auf den unteren Teil des Schulhofes

Anfang September 1966 stand der Neubau an einem Tag der offenen Tür zur Besichtigung frei. Zwischenzeitlich versuchten Landrat Heinz Korbach, die gewählten Volksvertreter sowie der Elternbeirat eine möglichst baldige Aufstockung des Gymnasiums durchzuführen. Im November desselben Jahres wurde der Schule mitgeteilt, dass ab Dezember 1966 der Ausbau zur Vollanstalt begonnen werde.
Am 1. August 1967 erhielt die Schule eine Unterprima, zum 1. August 1968 folgte dann eine Oberprima.

### Von 1969 bis heute
Nach dem Wechsel vom Progymnasium zum Vollgymnasium und die Umbenennung der Schule nach dem ehemaligen Landrat Erich Klausener in Erich-Klausener-Gymnasium verließ der erste Abiturjahrgang 1969 die Schule.
1978 bekam die Schule im Zuge der Einführung der Mainzer Studienstufe einen Erweiterungsanbau, welcher die Arbeitsmöglichkeiten in den naturwissenschaftlichen Fächern verbesserte. In den 1990er-Jahren waren weitere Ausbaumaßnahmen vonnöten, da die Schülerzahl an der Schule jährlich anstieg. Das schuleigene Lehrschwimmbad wurde stillgelegt und in eine Turnhalle umstrukturiert. Anfang des neuen Jahrtausends wurde das komplette Dach der Schule mit Solarzellen ausgestattet und die daraus gewonnene Energie dem eigenen Stromnetz zugeführt. 1997 erhielt die Schule den Titel ökologisches Gymnasium. Seit 2004 unterhält das Gymnasium zwei weitere Klassen, welche nach einem weiteren Erweiterungsbau an der benachbarten Grundschule liegen. 2008 wurden am Hauptschulgebäude zwei weitere Klassen angebaut.
Seit 2010 finden an den Kursräumen für die naturwissenschaftlichen Fächer Modernisierungsarbeiten statt. Die Schule hat nach dem Amoklauf in Winnenden im März 2009 ein neues Sicherheitssystem erhalten, um Amokläufe zu vermeiden.
Zwischen dem 30. Juni 2014 und dem 4. Juli 2014 veranstaltete das Erich-Klausener-Gymnasium eine themenspezifische Projektwoche, da die Einrichtung ihr 100-jähriges Bestehen feierte. Am letzten Tag der Projektwoche fand anlässlich des Jubiläums eine Feier mit Public-Viewing statt, da an diesem Tag das Weltmeisterschafts-Viertelfinale zwischen Deutschland und Frankreich ausgetragen wurde.
Im Jahr 2015 wurde das Erich-Klausener-Gymnasium als Fairtrade-Schule ausgezeichnet. Anfang 2018 wurde bei einer Überprüfung der Kriterien entschieden, dass die Schule weiterhin das Prädikat Fairtrade-Schule tragen darf.

## Unterricht
Für die Orientierungs- und Mittelstufe findet der Unterricht von 7:50 Uhr bis 13 Uhr statt. In der Klassenstufe 9 und 10 findet ein- bis zweimal wöchentlich (zur Gewöhnung der Schüler an die Oberstufe) Nachmittagsunterricht statt.
Für die Oberstufe (Mainzer Studienstufe (MSS)) endet in der Regel der Unterricht im Zeitraum von 15:30 Uhr bis 17 Uhr.

### Fremdsprachen
Das EKG bietet als Fremdsprachen Englisch, Französisch, Latein und ehemals auch Spanisch (nur als AG) an.
Realschüler, die nach der zehnten Klasse ans EKG wechseln und keine zweite Fremdsprache nachweisen können, haben die Möglichkeit, diese in der Oberstufe nachzuholen. Zur Auswahl stehen Französisch und Latein, welche ab der MSS 11 als „Null“-Kurs belegt wird. Hat ein Schüler an der Realschule bereits Französisch-Unterricht erhalten, kann dieser nicht in „Französisch 0“, aber in „Latein 0“ aufgenommen werden.

### Sport
Die Schule teilt sich die gemeinsame Sporthalle mit der Grundschule in Adenau. Zudem ist es der Schule gestattet, auch die Turnhalle des Sportvereines TuWi Adenau für den Sportunterricht zu nutzen.

### Arbeitsgemeinschaften (AGs)
Das EKG bietet aktuell folgende AGs an:
- Handball
- Schulband
- Spanisch
- Theater
- Ski-Langlauf
- Schulorchester
- Wikipedia
- Bienen AG
- Roboter AG (ehemalig)

## Partnerschulen
- Kingussie High School in Kingussie, Schottland
- Collège Louis Pasteur in Kédange, Frankreich
- Holy Family Secondary School in Newbridge, Irland
- Sunset Elementary School in Miami, USA
- eine Partnerschule in Łódź, Polen

Jährlich finden Schüleraustausche zwischen dem EKG Adenau und dem Collège de la forêt aus Kédange sowie ein Austausch mit einer Schule aus Łódź und der Partnerschule in Miami statt.

## Pädagogische und soziale Projekte und Veranstaltungen

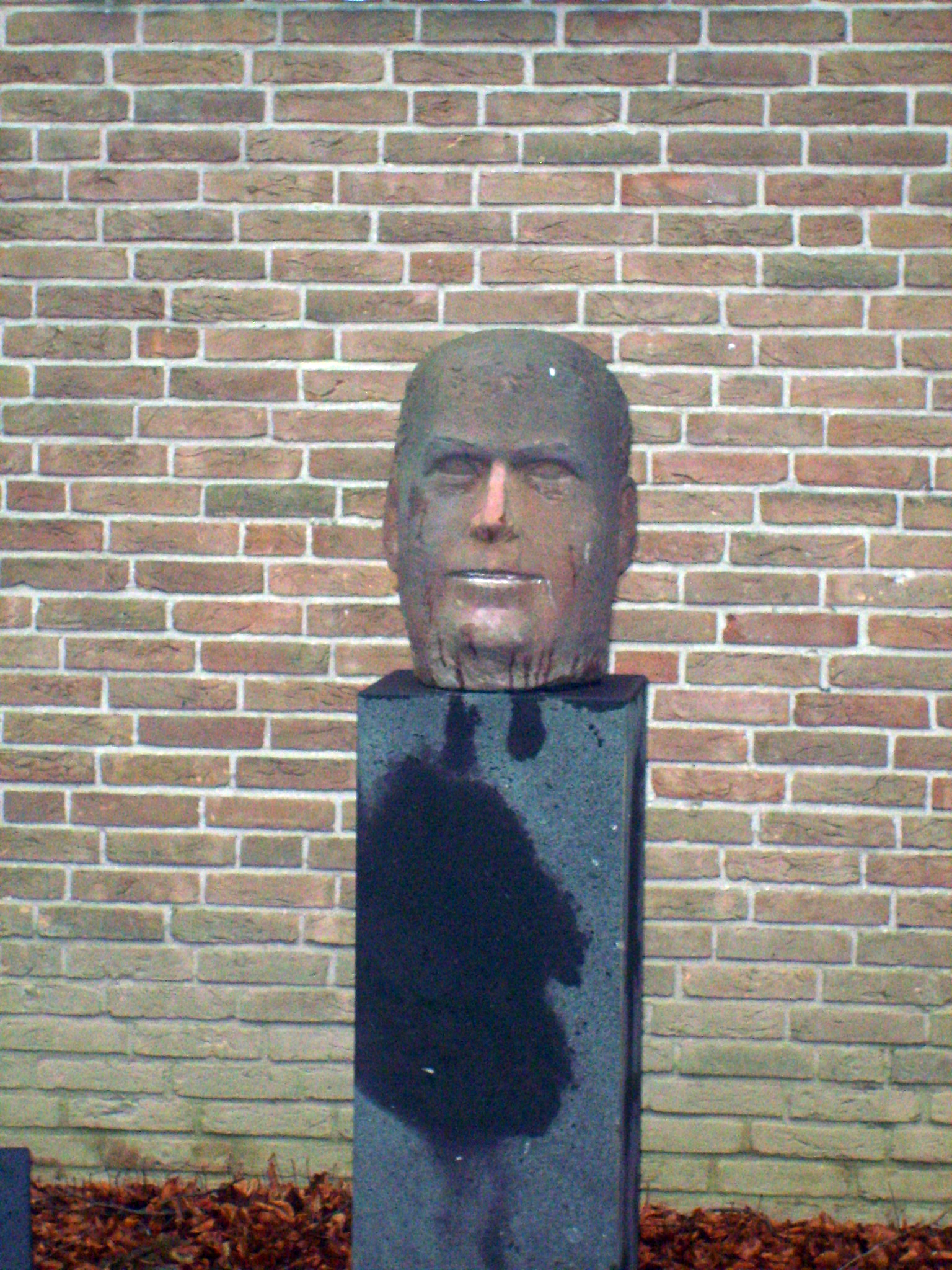
Die Büste Klauseners vor dem Haupteingang der Schule.

### Umweltbewusstsein
Seit 1996 führt das Gymnasium die Bachpatenschaft durch, welche fächerübergreifend in den Unterricht integriert wird, ab 2003 auch in der zehnten Klasse. Ziel ist die durchgängige Beschäftigung mit dem Themenbereich Wasser von der 5. bis zur 10. Klassenstufe.
1999 wurde ein Nachhaltigkeits-Audit des bundesweiten Projekts Bildung für eine nachhaltige Entwicklung gehalten, welches unterrichtlich noch immer fortgeführt wird. Dadurch sollen den Schülern schulische Ressourcen, wie Wasser, Energie oder Außenanlagen, und Verhaltensweisen unter ökologischen, ökonomischen und sozialen sowie globalen Gesichtspunkten nähergebracht werden.
Im Jahr 2000 leitete die Schule das Solarprojekt mit Photovoltaikanlage ein, die fünf Jahre später um die doppelte Leistung erweitert werden konnte. Der Ausbau finanzierte sich durch die Einsparungen im Rahmen des Nachhaltigkeits-Audits.
Seit 2002 beteiligt sich das EKG mit verschiedenen Themen am Agenda-21-Prozess der Verbandsgemeinde Adenau.

### Solidarität
Seit 1999 veranstaltet die Schule einen Sponsored Walk, der alle zwei Jahre stattfindet. Seit 2009 trägt der Walk den Namen Erich-Klausener-Lauf. Der Erlös des Laufs wird an mehrere gemeinnützige Aktionen gespendet, darunter Hogar de Niños in Buenos Aires, Argentinien, der Lichtbrücke, AMEPH-Togo, African Angel und ein Projekt mit dem Titel Vannakam! – Ein Krankenhaus für Maiyanur. In den bisher sieben Läufen konnte die Schule über 100.000 Euro spenden.
Das EKG beteiligt sich auch an der Lernwerkstatt der Realschule Plus Adenau, wobei es darum geht, den kommenden Schulabgängern der neunten bzw. der zehnten Klassen einen leichteren Einstieg in das Berufsleben zu ermöglichen.
Für das Jahr 2010 hat sich die Schule am Projekt Gewaltfrei lernen beteiligt.
Um den Opfern des Erdbebens in Haiti 2010 zu helfen, verkauften die Schüler der MSS12 am 28. Januar 2010 Sandwiches, deren Erlös gespendet wurde.

### Projekte

#### Vanakkam!
Das Projekt wurde im September 1998 von einer 10-köpfigen Studentengruppe, die an einem Workcamp in Südindien teilnahm und dabei mehrere Wochen im Dorf Maiyanur lebte, ins Leben gerufen. Die katastrophale Situation der medizinischen Grundversorgung in der Region war ausschlaggebend für die Gründung des Vereines Vanakkam! Hilfe für Maiyanur e.V. Ziel des Vereines war es eine Krankenstation in direkter Umgebung zu errichten und aufrechtzuerhalten.
Seit 2001 engagiert sich das EKG mit Spenden, die durch den Sponsored Walk gesammelt werden, an dem Ziel Vereins. So konnte mit den Fördergeldern eine ganze Etage gebaut, ein Brunnen zur Wasserversorgung, ein Labor, eine Schwesternunterkunft und eine Näherinnenschule errichtet werden.

#### AMEPH-TOGO
AMEPH-TOGO engagiert sich seit 2001 an der Schulbildung von Kindern, deren Eltern mit Behinderungen (z. B. Blindheit) zu kämpfen haben. AMEPH-TOGO ist eine Selbsthilfeorganisation, das sich zum Ziel gesetzt hat behinderten Familien -in erster Linie deren Kindern- zu helfen. Anfangs half der Verein 17 Kindern, heute sind es 144. Außerdem unterstützt der Verein eine Blindenschule in Sokodé. Das Erich-Klausener-Gymnasium gilt, laut Schulchronik, als wichtigster Partner des Vereines in Deutschland.

#### African Angel
Seit 2010 unterstützt die Schule das Projekt African Angel, dass sich um Straßenkinder aus den Slums von Bukom bei Accra, der Hauptstadt Ghanas kümmert. Ziel ist es den Kindern eine gute Wohnmöglichkeit mit Schulbildung zu bieten. Initiatorin des Projektes ist Harriet Bruce-Annan, die den Leserpreis vom Magazin Bild der Frau Heldin des Alltags gewann. Sie lebt in Düsseldorf und hat in Ghanas Hauptstadt ein Kinderheim für 56 Kinder errichten können, ein weiteres Gebäude sollte ursprünglich 2011 fertiggestellt sein, dies verzögerte sich aber noch bis zum Jahr 2013.  Nachdem Bruce-Annan bereits 2010 die Schule besuchte, war sie am 3. Dezember 2011 erneut am Erich-Klausener-Gymnasium und hielt eine Vorlesung aus ihrem neuen Buch in der Hocheifelhalle unweit der Schule.
Im Jahr 2017 hieß es, dass 62 Kinder in dem Kinderhaus von African Angel leben. Dieses besitzt inzwischen drei Stockwerke und einen Zugang zum Wasser für sanitäre Anlagen. Die Einrichtung einer hauseigenen Bibliothek sei in Planung. Durch den Neubau konnten weitere 40 Kinder aufgenommen werden, so dass 2020 etwa 100 Kinder im Kinderhaus leben.

#### Hogar de Niños
Das 1999 ins Leben gerufene Projekt Hogar de Niños fördert das Maria-Luisen-Kinderheim in Buenos Aires, der Hauptstadt Argentiniens. Anfangs half dieses Projekt hauptsächlich Kinder aus notleidenden deutschsprachigen Familien in Buenos Aires. Heute betreut Hogar de Niños Kinder ohne Rassen- und Glaubensschranken jeglicher Herkunft. Die Kinder in diesem Kinderheim werden betreut und unterrichtet.

### Öffentlichkeit
Am 20. Dezember 2010 besuchte die CDU-Politikerin Mechthild Heil das Gymnasium, wo sie an einem Hearing mit Schülern der Oberstufe teilnahm.
Seit mehreren Jahren organisiert die Schule einen eigenen Schulball (EKG-Ball). Dieser findet jährlich am Abend vor Weiberdonnerstag statt. Der EKG-Ball wurde in den letzten Jahren von tausenden Besuchern heimgesucht. Nach dem Unglück bei der Loveparade 2010 wurde der Sicherheitsbestimmungen wegen beschlossen, nur noch 300 Besucher zuzulassen, die jedoch derzeitige oder ehemalige Schüler der Schule sein müssen. Durch Schülerbefragungen wurde festgelegt, dass der EKG-Ball 2011 zu den gegebenen Konditionen abgesagt wird. Die Zukunft des EKG-Balls ist zurzeit unklar.
Darüber hinaus verfügte das Gymnasium über die Nohles-Groove-Band, eine Schulcoverband, welche bisher eine CD herausbrachte. 2010 flog die Band nach Malta, wo sie mehrere Konzerte gab. Maltas Premierminister Lawrence Gonzi besuchte die Musiker der Schulband während ihres Aufenthaltes in Mellieha.
Seit mehreren Jahren unterstützt das Erich-Klausener-Gymnasium die benachbarte Grundschule beim „Adventssingen“, wo seit 1981 Schüler von der 1. bis zur 4. Klassenstufe verschiedene Weihnachtslieder singen. Die Spendenerlöse werden an unterschiedliche gemeinnützige Organisationen gespendet. Zu diesem Event ist auch der ortsansässige Bürgerkanal anwesend. Am 10. Dezember 2011 feierte das Adventssingen das 30. Jubiläum. Es findet in der St. Johannes der Täufer Kirche in Adenau statt.
Seit 2011 existiert die Schulband Project Entertainment, welche aus Schülern der Oberstufe des Gymnasiums besteht. Die Gruppe spielt zurzeit auf regionaler Ebene und gilt als Coverband. Am 16. Mai 2013 spielte Project Entertainment im Rahmen des Adenauer Racing Day erstmals vor einem größeren Publikum, nachdem die Gruppe ihren ersten Auftritt am 11. November 2012 auf dem Martinsmarkt in Adenau hatte. Geleitet wird die Gruppe von Musiklehrer Martin Baack. Durch den Erfolg auf einem lokalen Bandwettbewerb gewann die Gruppe eine Studioaufnahme.

## Erfolge
- 2006: Zweimal der 3. Platz beim Technik-Wettbewerb der Technischen Universität Kaiserslautern.[23]
- 2009: Der 3. Platz für das Team GreenHell Sex, Drugs and C++ des EKG bei der RoboCup-Weltmeisterschaft in Österreich. Das Team wurde mit einem Team aus Japan und einem spanisch-japanischen Team zusammengelegt.[24]
- 2009: Sieg der Mädchen-Fußballmannschaft im Finale des Landesentscheid des Fritz-Walter-Cups über die Nelson-Mandela-Realschule aus Dierdorf.[25]
- 2009: Jeweils zwei Siege und einen 3. Platz beim Landesentscheid im Skilanglauf in Kniebis.[26]
- 2010: Sieg für die Mädchenschulmannschaft des EKG beim Landesentscheid von Jugend trainiert für Olympia und Qualifikation für den DFB-Schul-Cup in Bad Blankenburg.[27]
- 2010: Beim DFB-Schulcup in Bad Blankenburg erreichte die Mädchenmannschaft den 9. Platz für das Land Rheinland-Pfalz.[28][29]

## Bekannte Lehrer und Absolventen

### Lehrer
- Karl Wilhelm Burghof (* 3. Dezember 1934, † Dezember 2022), Schulleiter von 1987 bis 1998.[30][31]
- Bernhard Müller-Feyen (1931–2004)
- Heinz Nickel (28. Juli 1935, † 17. März 2019)[32]

### Absolventen
- Wilderich von Droste zu Hülshoff (* 1948), Jurist, Autor und Stiftungsvorstand
- Marion von Haaren (* 1957), Europakorrespondentin der ARD
- Amelie Duckwitz (* 1977), Hochschulprofessorin und Medienwissenschaftlerin
- Dorthe Goeden (* 1975), freischaffende Künstlerin